# Понтоток (округ, Оклахома)
Округ Понтоток (англ. Pontotoc County) располагается в штате Оклахома, США. Официально образован в 1907 году. По состоянию на 2012 год, численность населения составляла 37 958 человек.

## География
По данным Бюро переписи США, общая площадь округа равняется 1877,752 км2, из которых 1864,802 км2 суша и 12,950 км2 или 0,000 % это водоёмы.

## Население
По данным переписи населения 2000 года в округе проживает 35 143 жителей в составе 13 978 домашних хозяйств и 9 421 семей. Плотность населения составляет 19,00 человек на км2. На территории округа насчитывается 15 575 жилых строений, при плотности застройки около 8,00-ми строений на км2. Расовый состав населения: белые — 75,80 %, афроамериканцы — 2,06 %, коренные американцы (индейцы) — 15,51 %, азиаты — 0,46 %, гавайцы — 0,02 %, представители других рас — 0,79 %, представители двух или более рас — 5,36 %. Испаноязычные составляли 2,30 % населения независимо от расы.
В составе 30,80 % из общего числа домашних хозяйств проживают дети в возрасте до 18 лет, 52,90 % домашних хозяйств представляют собой супружеские пары проживающие вместе, 10,80 % домашних хозяйств представляют собой одиноких женщин без супруга, 32,60 % домашних хозяйств не имеют отношения к семьям, 28,10 % домашних хозяйств состоят из одного человека, 12,30 % домашних хозяйств состоят из престарелых (65 лет и старше), проживающих в одиночестве. Средний размер домашнего хозяйства составляет 2,44 человека, и средний размер семьи 2,98 человека.
Возрастной состав округа: 24,70 % моложе 18 лет, 12,50 % от 18 до 24, 26,00 % от 25 до 44, 21,90 % от 45 до 64 и 21,90 % от 65 и старше. Средний возраст жителя округа 36 лет. На каждые 100 женщин приходится 93,30 мужчин. На каждые 100 женщин старше 18 лет приходится 90,60 мужчин.
Средний доход на домохозяйство в округе составлял 26 955 USD, на семью — 35 400 USD. Среднестатистический заработок мужчины был 26 785 USD против 18 939 USD для женщины. Доход на душу населения составлял 14 664 USD. Около 11,80 % семей и 16,50 % общего населения находились ниже черты бедности, в том числе — 20,10 % молодежи (тех, кому ещё не исполнилось 18 лет) и 11,70 % тех, кому было уже больше 65 лет.